# Rockdrigo en vivo en el café de los artesanos

Rockdrigo en vivo en el Café de los Artesanos es un álbum doble de Rockdrigo González, distribuido gratuitamente a través de Internet.
Esta grabación es testimonio de las presentaciones de Rockdrigo como solista, que le valieron el reconocimiento de la crítica de rock.
Letra y música de todos los temas: Rodrigo González

## Lista de temas
Disco 1
1. Ama de casa un poco triste (4:54)
2. Perro en el periférico (5:09)
3. ¿Qué hacer con tu ser? (3:45)
4. Metro Balderas (5:58)
5. Tiempo de híbridos (4:54)
6. Los intelectuales (4:00)
7. Historia de la No Historia (Ensayo filosófico de la dialéctica de la canción) (3:59)
8. Oh, yo no sé (¿por qué no me las prestas?) (3:03)
9. No tengo tiempo (de cambiar mi vida) (5:43)
10. Poema de amor de Jack el destripador (3:54)
11. Pórtate sensato (3:16)
12. ¡Qué feo estoy! (4:35)

Disco 2
1. Buscando trabajo (Versión alterna) (5:23)
2. Solares baldíos (5:44)
3. Las aventuras en el Distrito Federal (4:52)
4. Diva francesa (3:59)
5. Chica con suerte (5:39)
6. Canicas (4:26)
7. El campeón (3:51)
8. Algo de suerte (2:35)
9. El asalto chido (4:08)
10. "El blues del mudo" (Despedida) (5:52)
11. Gustavo (3:50)
12. Préstame tu máquina del tiempo (4:30)

### Historia de la grabación
Historia de la grabación tal como aparece en el libro Fanzines de Aguascalientes, de José Luis Engel, Editado por Filo de Agua y el  PACMYC, Aguascalientes, 2002.
“Rockdrigo en Aguascalientes”
José Luis Engel
Rodrigo González estuvo tres días y dos noches en Aguascalientes. La primera noche se quedó en mi casa porque agarramos la parranda desde la peña; la segunda noche fue en la casa de unos cuates, en Jardines de la Asunción, donde volvimos a agarrar la parranda y donde de pura chiripada pude grabar con una portátil sus covers de Chuck Berry, Creedence y los Rolling Stones.
Rodrigo llegó el viernes por la mañana a la central camionera donde fue recibido por los chilenos que lo contrataron: Sara, Carepa y su hija. Acomodaron en la camionetita VW donde viajaron desde Canadá hasta Aguascalientes el estuche con la guitarra y la maleta del músico, que contenía el par de mudas de ropa interior y exterior, un juego de armónicas y una veintena de casetes de Hurbanistorias para vender y completar el chivo.
Tengo entendido que por esas fechas la pasaba mal, creo que su hija se encontraba enferma y la renta de su depto donde vivía con la francesa se lo comía todito; además, acordándome en este momento, Rodrigo bromeaba diciendo que estaba sobrecogido, por eso no les hizo caso a un par de feas que le aventaron el calzón del 40 en la peña.
No estoy seguro, pero es probable que a Rodrigo lo contactaran por medio de Gabino Palomares, con quien hubo buena relación desde que el otro chileno, Ismael Durán, abrió y mantuvo la primera peña, El Caminero, en el costado norte del jardín de San Marcos, desde 1982, relación que heredaron para Los Artesanos. Resultarían ser las dos únicas peñas "en el sentido estricto del concepto" que hubo en la ciudad.
Sara y Carepa en Los Artesanos no pasaron por momentos tan malos como sí sucedió a Ismael en El Caminero, cuando en los muros del negocio llegaron a pintar "comunistas de mierda", o bien "rojos fuera de Aguas". Todos ellos estuvieron exiliados en Canadá desde el golpe de Estado contra Salvador Allende y su pueblo; de hecho Carepa estuvo a punto de perder la vida y Sara alcanzó a rescatarlo y huyeron. Como muchos más, llegaron a Canadá y formaron una colonia y se organizaron de la mejor manera posible para sobrevivir. Como buenos subdesarrollados latinoamericanos, lo mejor que sabían hacer era cantar, tocar guitarras y bombos, freír "calzones rotos" (unas galletitas sabrosas) y administrar cafetines.
En 1982 primero llegó Ismael con su esposa, una norteamericana que de la cual no recuerdo el nombre, y sus hijos. Al año siguiente arribaron los demás. Ismael regresó a Estados Unidos en 1984 y el resto permaneció hasta 1985, cuando, cansados de la vida miserable mexicana, tan parecida a la chilena, también regresaron a Canadá. La represión física e ideológica en Chile, su calidad de asilados, las necesidades de organización para ofrecer resistencia política desde el exterior contra Pinochet y banda, los puso en contacto con organizaciones civiles que les ofrecieron apoyo, sobre todo económico, gracias al cual pudieron sobrevivir -y, presuntamente, realizar otras actividades políticas de mayor envergadura, de las cuales no tengo evidencia, aunque sí sospechaba.
Cuando llegaron los chilenos, la juventud local con un poco de información y conciencia de lo que significa una dictadura militar se solidarizó con ellos, cooperaron para que se instalaran e hicieran algo para sobrevivir. Entonces ya funcionaban los grupos y comités de solidaridad con los pueblos de El Salvador y Nicaragua, que pueden considerarse las primeras organizaciones ciudadanas locales con cierta autonomía de los partidos políticos y que hacían algo por los derechos humanos. Gracias a los chilenos aprenden a solicitar apoyos materiales a organizaciones filiales foráneas para desarrollar las actividades que los aglutinan.
Ismael Duran, aparte de montar El Caminero, se relacionó con José Dávila, entonces director de XENM, Radio Casa de la Cultura, donde produjo varios programas de música latinoamericana -"lamentosa", como la califica Dávila hasta la fecha-, y fueron sin lugar a dudas los mejores que se produjeron en la radio cultural de la entidad, con material discográfico del chileno porque, como siempre, la fonoteca de la estación se integraba con música académica y temas de películas, que son las dos colecciones básicas en la vida de Dávila.
Ismael, para abrir El Caminero, contó con el apoyo de los incipientes grupos de música folclórica y tradicional que sobrevivían en la ciudad, sin foros, sin espacios, a no ser los que se generaban automáticamente durante los programas culturales anuales de la feria de San Marcos, en los que brillaban las estrellas foráneas como Óscar Chávez y Los Folkloristas, además de Tehua, On’tá y Amparo Ochoa.
El Caminero se sostuvo por ser el primer negocio en la ciudad donde el ambiente sonoro se creaba con esa música latinoamericana, con el amplio repertorio de fusiles que el mismo Ismael interpretaba, pronto apoyado con los palomazos de los músicos y grupos locales, hasta la contratación de músicos y grupos foráneos, llegando a integrar un programa que incluyó literatura con escritores locales. Jorge Castillo leyó antes de la presentación de Amparo Ochoa y Ricardo Esquer alternó con Gabino "Pa’losbares". Yo mismo leí uno de mis cuentos cuando se presentó León Chávez Teixeiro, y alguien más lo hizo cuando se presentó el grupo Escalón.
Concepto, organización, contacto y hasta algo de equipo de sonido heredaron de Ismael para el montaje de Los Artesanos, localizado en la avenida José María Chávez, a un costado del diario local El Heraldo, a unos cien metros de la plaza principal, el mismo local que luego sirvió temporalmente de funeraria, tapicería y en la actualidad forma parte de las instalaciones del mismo periódico. Frente al local pasaron los chilenos con Rodrigo cuando lo llevaban a la casa para que desayunara y ponerse de acuerdo dónde habría de hospedarse, pero creo que no hubo acuerdo alguno.
A Rodrigo me lo presentaron los chilenos por la tarde, cuando llegué a ver qué onda con José Dávila. Los chilenos navegaban con bandera de que sabían mucho, que eran “más chidos que Marx y que el cristiano Chucho”, y por eso le pagaron una miseria al Rodrigo; yo los conocí más o menos porque también trabajé de mesero una temporada con Ismael en El Caminero. Aprovecharon que Rodrigo necesitaba oírse y a cambio de las tocadas le ofrecieron un poco de dinero con viáticos incluidos y la grabación que hiciera Dávila, al que organizaron sin batallar gracias al evidente talento del músico que envió un casete para efectos de promoción.
Rodrigo quería las grabaciones para ponderar su material. Tenía poco de haber editado Hurbanistorias, pero le rondaba el proyecto con el grupo Qual. Eso fue lo que aprovecharon los chilenos. Y no sé cómo se hayan arreglado con Dávila, que, pedo y rejego, de todos modos le entraba a las grabaciones.
El caso es que Dávila grabó el primer día: fueron casi tres horas de grabación en dos tandas de poco más de una hora cada una, entre las 8 y las 12 de la noche, hora en que por ley tenía que cerrar el local; el segundo día tuvo el mismo horario, el repertorio fue el mismo, aunque en otro orden y, si acaso, la única pieza que se quedó sin registro fue la de “El Mercenario”.
A mi entender tocó y cantó mejor el primer día, el que fue grabado, porque no andaba desvelado ni crudo y, definitivamente, hubo mejor público, pues el sábado fue quizá demasiado fresa; era el día de los "folcloroides", como los retrata Federico Arana, a diferencia de los más roqueros del día anterior. Yo soy el que le dice que se grabó bien “El Blues del Mudo”. Lo que no se nota en la grabación es que no hacía ninguna rola, ni se trataba de un gag, chiste o lo que fuera de su parte, nada más era un tiempo que se tomaba para ajustar la correa de la guitarra y la base de la armónica...
No supe si los chilenos enviaron a Rodrigo la copia de la grabación que yo les entregué para ello, luego de los dos o tres meses que Concho, el paciente ayuda de Dávila, tardó en limpiar la grabación original y hacer las copias en casete: una para mí y otra para el músico. Son copias de la cinta original, la que José Dávila entregó a Modesto López, luego de que lo grilló con el pretexto de que era para ayudar a la hija de Rodrigo, que se encontraba enferma; pasó el tiempo, me entero por la prensa que la hija del músico seguía enferma, no así las finanzas de Modesto, que vendía bien el primer disco con parte de las grabaciones hechas en Aguascalientes, y luego otros dos con los que agota el repertorio interpretado en Los Artesanos.
Los chilenos no disparaban nada, ni en defensa propia. Lo que Dávila y Rodrigo estuvieron bebiendo en el café de Los Artesanos fue porque ellos lo compraron; yo estuve cheleando y pagué mi cuenta. A los pinches chilenos les interesó que yo atendiera a Rodrigo, pues de esa manera se sacudían el compromiso de pasearlo, y a ellos no les costaba nada. Ellos nada más hicieron con él un solo gasto. Rodrigo se encargaría de sus pasajes por Omnibus de México, de hospedarse donde mejor le conviniera, y de comer donde le diera la gana; es decir, lo dejaron a su suerte.
Yo andaba para arriba y para abajo con Rodrigo, salvo en ratos, y cuando volví a verlo el segundo día, luego de dejarlo en el mercado para que desayunara birria, lo vi entretenido con la viejita ciega que todavía "toca" por el andador de la Juárez con guitarra y armónica... Otro que también lo impresionó fue el viejito que reproducía discos viejos con un cono de cartón al que le ensartaba una aguja y hacía de fonógrafo.
Con ganas de seguir en el rol con Rodrigo por la entidad, luego que los chilenos cerraron su changarro, César y Juana Celia ofrecieron su casa en Jardines de la Asunción, una colonia residencial del sur de la ciudad, hasta donde fuimos el grupo de amigos con el músico por delante, siguiendo el reventón hasta el amanecer. No tardó mucho ni se hizo del rogar para sacar del estuche la guitarra y la armónica y seguir haciendo música, albureando a la menor provocación que hasta parecía chilango, y culpó de su riqueza verbal a Jaime López y a Rafael Catana.
En ocasiones explicaba algunos detalles particulares de la pieza que acababa de interpretar; no solo las propias, también ajenas, covers, entre ellos el de los Creedence, uno de Chuck Berry y otro de los Rolling Stones, piezas que alcancé a grabar en un casete que tenía puesta la grabadora patito de Paulina, la hija de los anfitriones, que entonces dormía como buena niña que acababa de entrar a la primaria.
Esa es verdaderamente una grabación de chiripada, porque en una vuelta que di al bar para servirme otro trago, la vi arrinconada y conectada, con un casete metido, y lo único que hice fue apretar las teclas correspondientes y ponerla en un sitio donde recibiera mejor el sonido. La fiesta terminó, todos nos fuimos y no volví a ver a los anfitriones en varios meses, hasta que nos encontramos en algún lugar y Juana Celia me reclamó porque había echado a perder el casete de Paulina. “Ni modo”, le respondí, “en cualquier momento se lo repongo”. Cuando los visité de nuevo ya había pasado el terremoto de la Ciudad de México, aceptaron el casete de repuesto con música de Cri Cri, pero no me dieron el que tenía a Rodrigo. Ya lo habían adoptado como reliquia.
Por supuesto que me dejaron hacer copia de esa parte, que es con la que completé la grabación de Los Artesanos, una cinta que en el 2001 presté a Ramón Arredondo para el proyecto de grabaciones de aniversario de Radio Universidad, que para el 2002 no me regresaba aún, pero que tuvo a bien dar copia a los chavos locales que armaron el sitio en Internet para rendir culto a Rodrigo con todo lo habido y por haber, imágenes y sonido de él y sobre él (www.rockdrigo.com.mx). Supongo que eso pudo ser mi mejor contribución al sitio. Ya me habían pedido un texto en el que hiciera una crónica como esta, pero otros asuntos me distraían. Alcancé a garrapatear algo para corregir varias patrañas que habían conseguido arañando aquí y allá.
No puedo más que solidarizarme con el proyecto del sitio en Internet, puesto que si Modesto López ha utilizado el material para su peculio, en el sitio cualquiera puede obtener el material y joder al petulante, quien se queja en la prensa del pirataje de los discos de su sello discográfico, cuando él es el principal pirata de la música de Rodrigo.
Por último, como Rodrigo no se puso de acuerdo con los chilenos sobre dónde habría de hospedarse, ni le dieron con qué hacerlo en algún lugar, ni se podía quedar con Cesar y Juana Celia, lo único que quedó fue que yo le diera asilo, y se quedó en el departamento de la avenida Madero que entonces rentaba en sociedad con Luis Zárate, un cuate amante del ron que en varios sentidos ayudó a Ismael Durán a conseguir permisos y rentar departamento. Rodrigo durmió en la cama de Zárate que por esos días andaba en Guadalajara, una cama que tiempo después mandó a la basura sin importar que ahí hubiera roncado el profeta del nopal, el ídolo del rock rupestre.